# 列別季夫卡 (卡緬卡區)
49°1′57″N 31°57′39″E / 49.03250°N 31.96083°E
萊貝季夫卡（烏克蘭語：Лебедівка）是位於烏克蘭中部的村莊，由切爾卡瑟州切爾卡瑟區的卡姆揚卡市鎮負責管轄。該村始建於十七世紀，面積2.55平方公里，海拔高度135米，2009年人口464，人口密度每平方公里182人。